# Урмань
У́рмань — село в Україні, у Бережанській міській громаді Тернопільського району Тернопільської області. До 2020 центр сільради, якій було підпорядковано села Краснопуща та Пліхів. До Урмані приєднано хутір Волиця.
Населення — 622 особи (2007). Дворів — 215.

## Географія
Розташоване на річці Золота Липа, на півночі району.

### Клімат
Для села характерний помірно континентальний клімат. Урмань розташований у «холодному Поділлі» — найхолоднішому регіоні Тернопільської області.
| Клімат Урманя             | Клімат Урманя | Клімат Урманя | Клімат Урманя | Клімат Урманя | Клімат Урманя | Клімат Урманя | Клімат Урманя | Клімат Урманя | Клімат Урманя | Клімат Урманя | Клімат Урманя | Клімат Урманя | Клімат Урманя |
| Показник                  | Січ.          | Лют.          | Бер.          | Квіт.         | Трав.         | Черв.         | Лип.          | Серп.         | Вер.          | Жовт.         | Лист.         | Груд.         | Рік           |
| Середній максимум, °C     | −1,5          | −0,2          | 4,6           | 12,7          | 18,8          | 22,0          | 23,3          | 22,7          | 18,4          | 12,5          | 5,4           | 0,5           | 11            |
| Середня температура, °C   | −4,4          | −3,1          | 1,1           | 7,9           | 13,5          | 16,7          | 18,0          | 17,3          | 13,4          | 8,1           | 2,6           | −2            | 7             |
| Середній мінімум, °C      | −7,3          | −5,9          | −2,4          | 3,2           | 8,2           | 11,5          | 12,8          | 12,0          | 8,4           | 3,7           | −0,2          | −4,4          | 3             |
| Норма опадів, мм          | 33            | 31            | 33            | 49            | 76            | 90            | 95            | 71            | 57            | 39            | 37            | 41            | 652           |
| ------------------------- | ------------- | ------------- | ------------- | ------------- | ------------- | ------------- | ------------- | ------------- | ------------- | ------------- | ------------- | ------------- | ------------- |
| Джерело: climate-data.org |               |               |               |               |               |               |               |               |               |               |               |               |               |

## Історія
Поблизу села виявлено археологічні пам'ятки давньоруської культури.
Перша писемна згадка — 1385 року.
1626 року внаслідок нападу татар село було зруйноване на 64 %.
Діяли «Просвіта», «Січ», «Луг», «Союз українок» та інші товариства, кооператива.
17 вересня 1944 у районі села стався один із найбільших боїв УПА з НКВС. Після невдалої акції із зачистки лісу у повстанську засідку потрапила 3-я рота 187-го батальйону внутрішніх військ НКВС. Майже повністю знищена перехресним вогнем. Бій тривав 11 годин, потім із настанням сутінків партизани відійшли до Бережан. Оцінки цього зіткнення різні. За даними Совєтів, УПА втратило 300 людей, і вони також втратили двадцять обозів зі зброєю та боєприпасами. Війська НКВС втратив 12 убитими, 18 пораненими та двоє зниклих безвісти. Згідно зі звітом УПА, НКВД втратили 97 людей убитими, було захоплено три гранатомети, а також іншу зброю та боєприпаси. Про власні втрати нічого не йдеться.
12 червня 2020 року, відповідно до розпорядження Кабінету Міністрів України № 724-р «Про визначення адміністративних центрів та затвердження територій територіальних громад Тернопільської області» увійшло до складу Бережанської міської громади.
19 липня 2020 року, в результаті адміністративно-територіальної реформи та ліквідації Бережанського району, село увійшло до складу Тернопільського району.
Колищній орган місцевого самоврядування — Урманська сільська рада.

## Політика

### Парламентські вибори, 2019
На позачергових парламентських виборах 2019 року у селі функціонувала окрема виборча дільниця № 610050, розташована у приміщенні бібліотеки.
Результати
- зареєстровано 474 виборці, явка 76,37%, найбільше голосів віддано за «Слугу народу» — 25,36%, за «Європейську Солідарність» — 13,68%, за Аграрну партію України — 13,39%[7]. В одномандатному окрузі найбільше голосів отримав Іван Чайківський (самовисування) — 86,72%, за Володимира Кісілевича (Слуга народу) — 5,08%, за Тараса Юрика (Європейська Солідарність) — 4,24%[8].

## Населення
Згідно з переписом УРСР 1989 року чисельність наявного населення села становила 839 осіб, з яких 366 чоловіків та 473 жінки.
За переписом населення України 2001 року в селі мешкала 691 особа. 100 % населення вказало своєю рідною мовою українську мову.

## Пам'ятки
- Дерев'яна церква Різдва Христового, збудована 1688 року на Прикарпатті, і згодом перевезена в Урмань — пам'ятка архітектури національного значення (охоронний номер 1560/1)
- дзвіниця дерев'яна церква — пам'ятка архітектури національного значення (охоронний номер 1560/2).
- Церква верховних апостолів Петра і Павла — пам'ятка архітектури місцевого значення (охоронний номер 1822).
- скульптура Матері Божої з ангелами, біля церкви,
- каплиця з «фігурою» Божої Матері (2007),
- пам'ятний хрест на честь скасування панщини у 1848 році,
- насипано символічну могилу Борцям за волю України,
- пам'ятник воїнам-односельцям, полеглим у німецько-радянській війні (1967).

## Соціальна сфера
Працюють ЗОШ 1-2 ступенів, клуб, бібліотека, дільнична лікарня, відділення зв'язку, торговельний заклад.

## Відомі люди

### Народилися
- громадський діяч В. Гнатишин
- художник Андрій Наконечний
- народна майстриня-вишивальниця Євгенія Наконечна
- український релігійний діяч, письменник Бичинський Зіновій
- український ветеран Другої світової війни Ярослав Гунька

### Перебували
- письменник, публіцист, етнограф Осип Маковей
- громадсько-політичний діяч Тимотей Старух

## Галерея

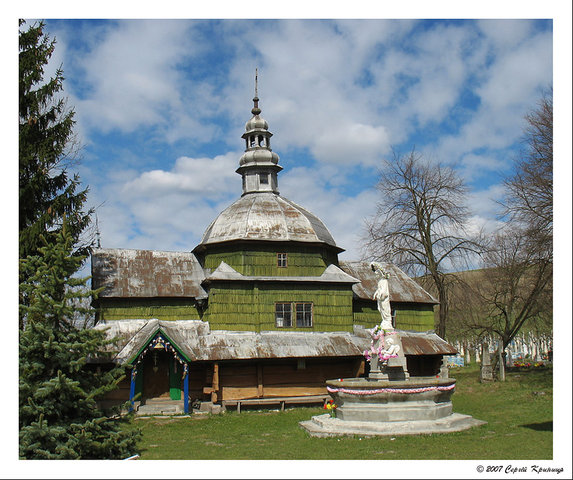
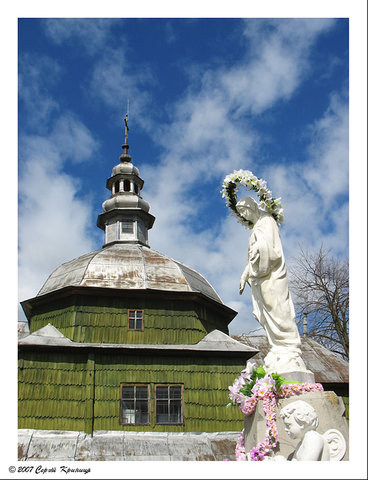
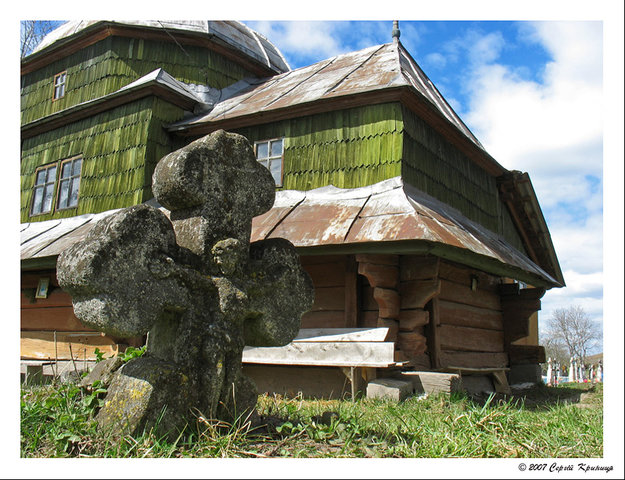
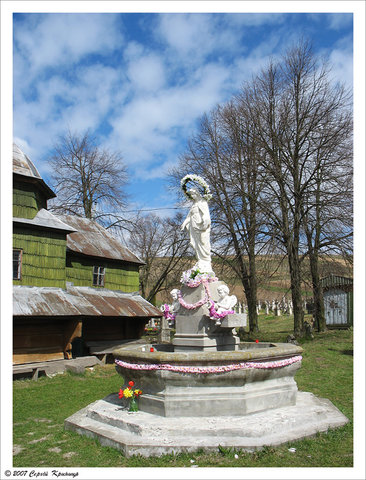
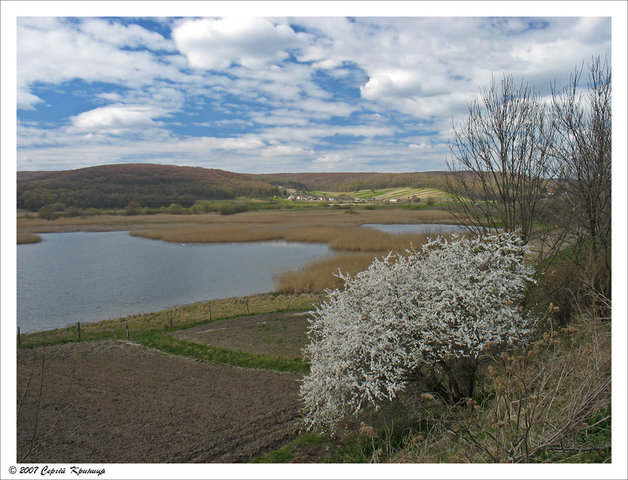
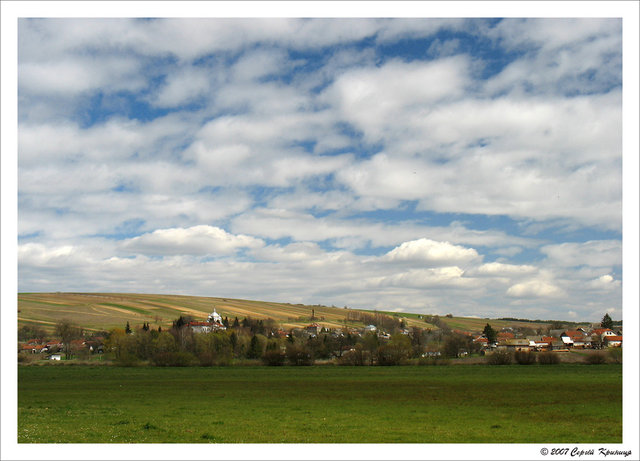
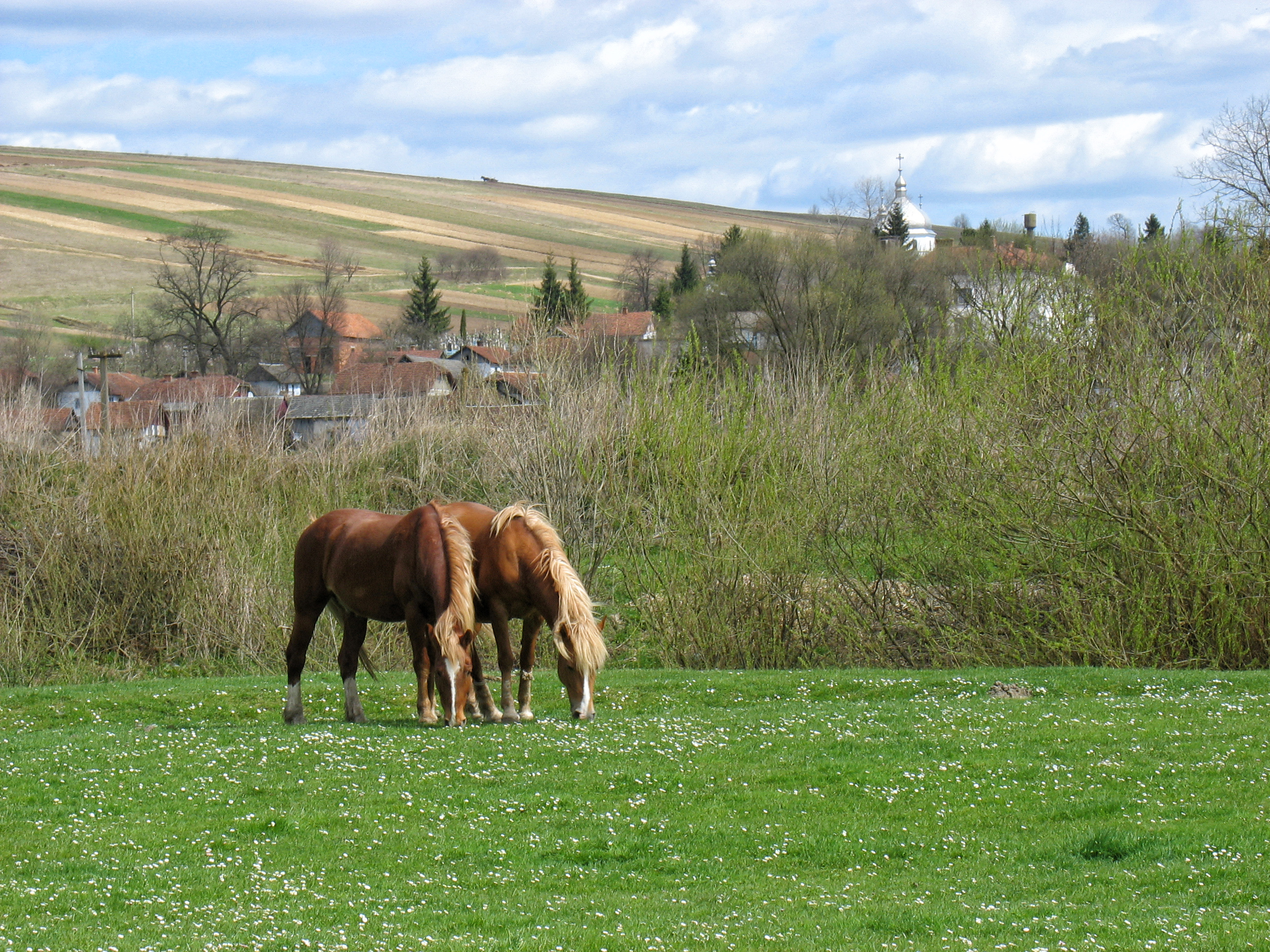
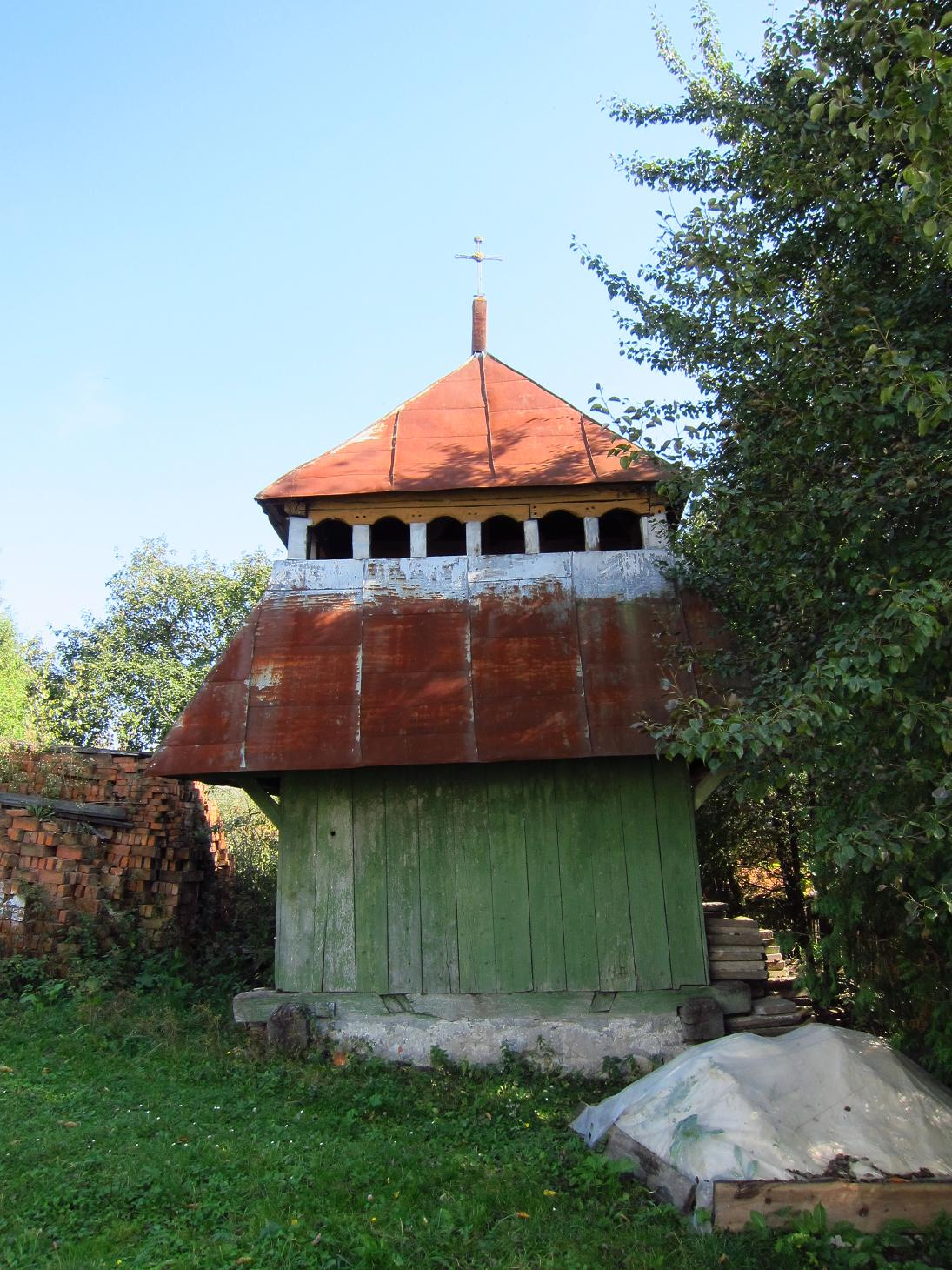
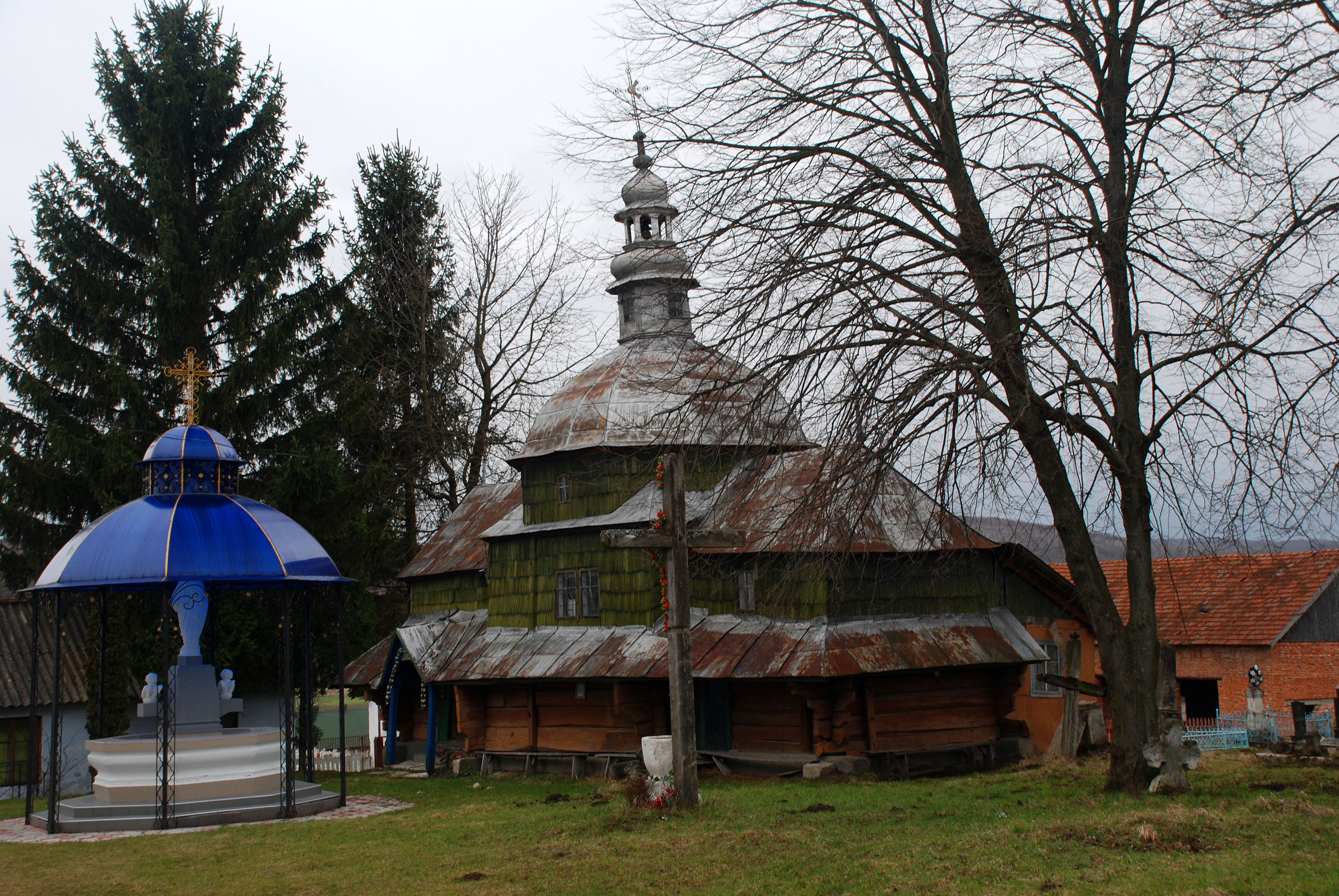
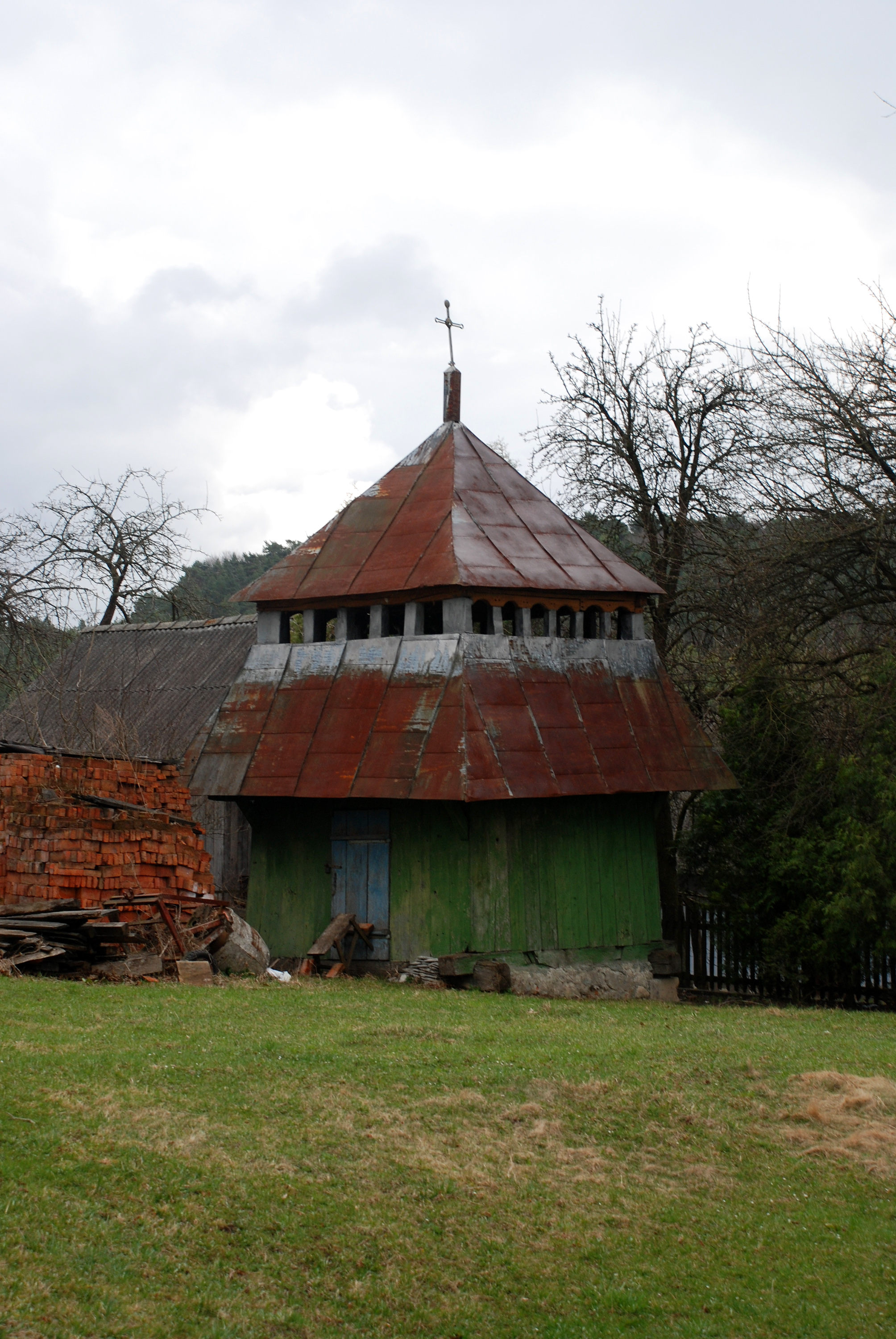
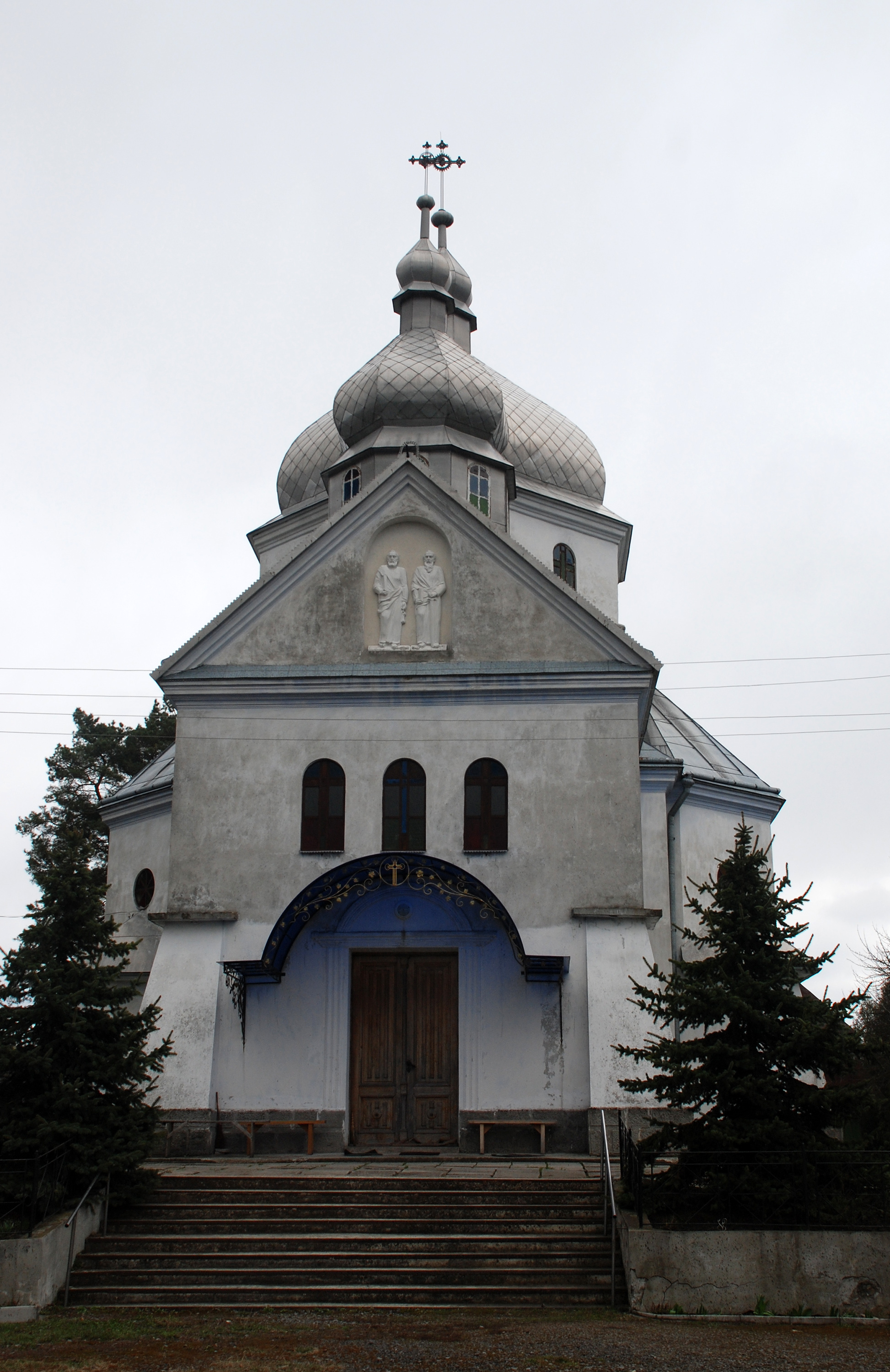
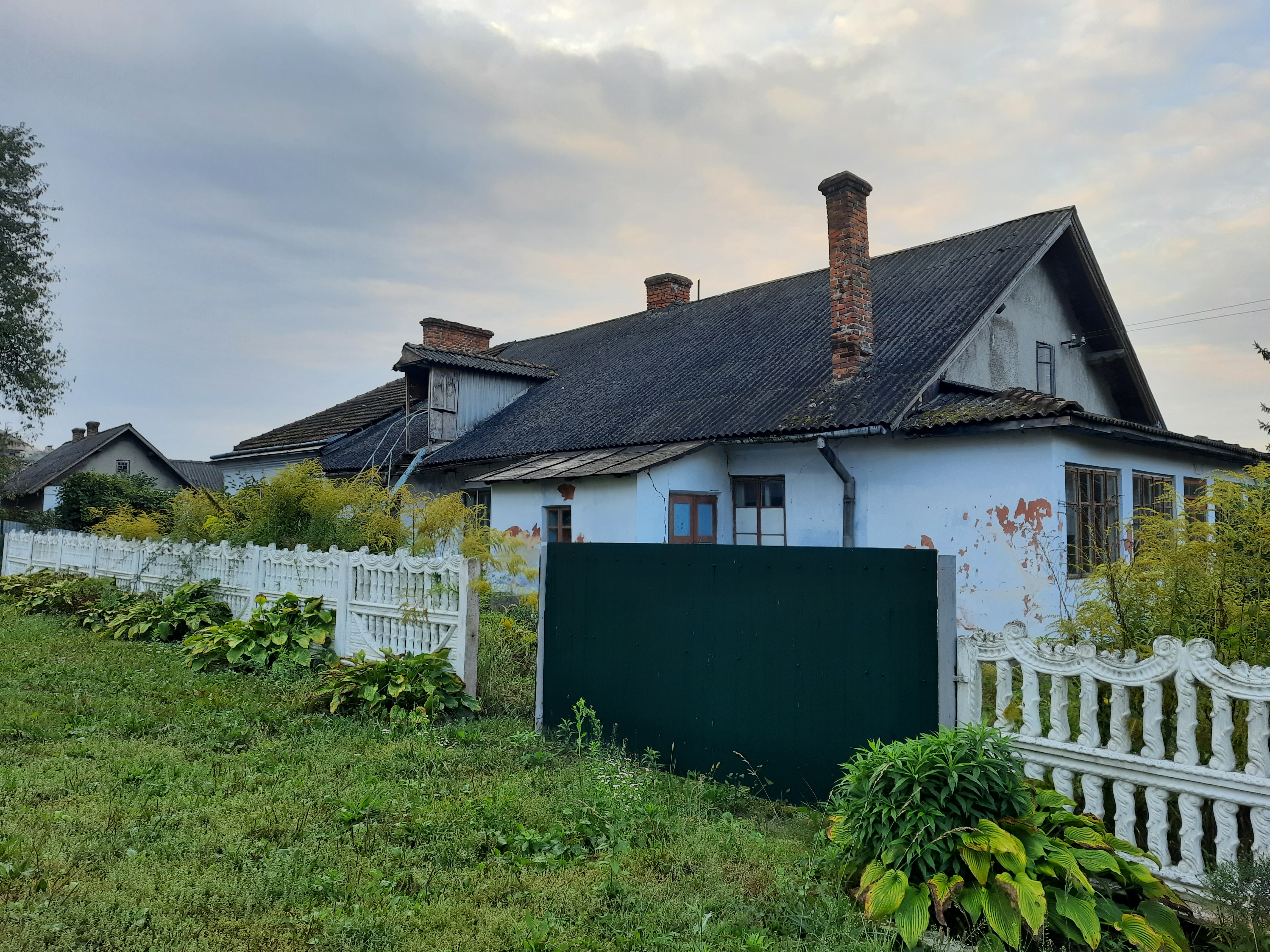
Будівля колишньої лікарні